# Zemský okres Sonneberg
Zemský okres Sonneberg (německy Landkreis Sonneberg) je zemský okres v německé spolkové zemi Durynsko. Sídlem správy zemského okresu je město Sonneberg. Má přibližně 57 tisíc obyvatel. 

## Města a obce
| Města: 1. Lauscha 2. Neuhaus am Rennweg 3. Schalkau 4. Sonneberg 5. Steinach | Obce: 1. Föritztal 2. Frankenblick 3. Goldisthal |